# خط التحذير المبكر البعيد
خط التحذير المبكر البعيد (بالإنجليزية: Distant Early Warning Line)، ويعرف أيضًا باسم خط التحذير المبكر، كان نظامًا مؤلفًا من محطات رادار موزعة في شمال المنطقة القطبية في كندا، مع محطات إضافية متواجدة على طول ساحلها الشمالي وكذلك في الجزر الأليوطية التابعة لولاية ألاسكا الأمريكية، ذلك بالإضافة إلى جزر فارو، وجرينلاند، وآيسلندا. وجاء بناء هذا الخط بهدف رَصْد الطائرات المُعَادِيَة قاذفة القنابل الخاصة بالاتحاد السوفيتي خلال الحرب الباردة، كما يوفر أيضًا تحذيرًا مبكرًا بخصوص أي غزو بحري-بري.
وخلال "قمة شامروك" (بالإنجليزية: Shamrock Summit) سنة 1985م، توافقت الولايات المتحدة وكندا على استبدال خط التحذير المبكر بنظام أكثر تطورًا أطلق عليه اسم نظام تحذير الشمال، وبدأ في عام 1988م إيقاف عمل معظم المحطات الأصلية الخاصة بخط التحذير المبكرة، بينما استُبْدِل عدد صغير منها بمعدات جديدة أكثر تطورًا. وجرت عملية الانتقال الرسمية من خط التحذير المبكر إلى خط تحذير الشمال بتاريخ 16 يوليو 1993م.